# イシミカワ
イシミカワ（Persicaria perfoliata）は、タデ科イヌタデ属のつる性の一年草。和名には石見川・石実皮・石膠の字が当てられ、それぞれの謂われが伝えられるが、いずれが本来の語源かはっきりしない。漢名は杠板帰（コウバンキ）。

## 特徴
東アジアに広く分布し、日本では北海道から沖縄まで全国で見られる1年草。林縁・河原・道端・休耕田などの日当たりがよくやや湿り気のある土地に生える。
茎の長さは1-2mに達し、蔓状。葉は互生し葉柄は長く葉の裏側につく。葉の形は三角形で淡い緑色で、表面に白い粉を吹いたようになっている。さらに丸い托葉が完全に茎を囲んでおり、まるでお皿の真ん中を茎が突き抜けたようになっているのがユニークである。他の種にも類似した托葉があるが、この種では特に大きいためによく目立つ。茎と葉柄には多数の下向きの鋭いとげ（逆刺）が生える。
7-10月に薄緑色の花が短穂状に咲く。花後につく5mmほどの果実は熟して鮮やかな藍色となり、丸い皿状の苞葉に盛られたような外観となる。
この藍色に見えるのは実際には厚みを増し、多肉化した萼で、それに包まれて、中にはつやのある黒色の固い痩果がある。つまり、真の果実は痩果なのだが、付属する器官も含めた散布体全体としては、鳥などについばまれて種子散布が起こる漿果のような形態をとっていることになる。

## 利害
中国では全草を乾かして解熱・下痢止め・利尿などに効く生薬として利用する。
蔓状の茎に生えた逆刺を引っ掛けながら、他の植物を乗り越えて葉を茂らせる雑草でもあり、特に東アジアから移入されて近年その分布が広がりつつある北アメリカでは、その生育旺盛な様子からMile-a-minute weed（意：1分で1マイル草）、あるいは葉の形の連想からDevil's tail tearthumb（意：悪魔の尻尾の tearthumb ・ tearthumb はミゾソバに近縁なタデ科の草）などと呼ばれ、危険な外来植物として警戒されている。